# Grande Prêmio da Alemanha de 1976
Resultados do Grande Prêmio da Alemanha de Fórmula 1 realizado em Nürburgring em 1º de agosto de 1976. Décima etapa da temporada, nesta corrida um terrível acidente quase custou a vida de Niki Lauda, ora piloto da Ferrari e também campeão mundial. Interrompida por cerca de uma hora, a prova foi reiniciada e teve o britânico James Hunt como vencedor pela McLaren-Ford.

## Classificação da prova
| Pos. | Nº | Piloto                   | Construtor         | Voltas | Tempo/Diferença        | Grid | Pontos     |
| ---- | -- | ------------------------ | ------------------ | ------ | ---------------------- | ---- | ---------- |
| 1    | 11 | James Hunt               | McLaren-Ford       | 14     | 1:41:42.7              | 1    | 9          |
| 2    | 3  | Jody Scheckter           | Tyrrell-Ford       | 14     | + 27.7                 | 8    | 6          |
| 3    | 12 | Jochen Mass              | McLaren-Ford       | 14     | + 52.4                 | 9    | 4          |
| 4    | 8  | José Carlos Pace         | Brabham-Alfa Romeo | 14     | + 54.2                 | 7    | 3          |
| 5    | 6  | Gunnar Nilsson           | Lotus-Ford         | 14     | + 1:57.3               | 16   | 2          |
| 6    | 77 | Rolf Stommelen           | Brabham-Alfa Romeo | 14     | + 2:30.3               | 15   | 1          |
| 7    | 28 | John Watson              | Penske-Ford        | 14     | + 2:33.9               | 19   |            |
| 8    | 16 | Tom Pryce                | Shadow-Ford        | 14     | + 2:48.2               | 18   |            |
| 9    | 2  | Clay Regazzoni           | Ferrari            | 14     | + 3:46.0               | 5    |            |
| 10   | 19 | Alan Jones               | Surtees-Ford       | 14     | + 3:47.3               | 14   |            |
| 11   | 17 | Jean-Pierre Jarier       | Shadow-Ford        | 14     | + 4:51.7               | 23   |            |
| 12   | 5  | Mario Andretti           | Lotus-Ford         | 14     | + 4:58.1               | 12   |            |
| 13   | 30 | Emerson Fittipaldi       | Fittipaldi-Ford    | 14     | + 5:25.2               | 20   |            |
| 14   | 40 | Alessandro Pesenti-Rossi | Tyrrell-Ford       | 13     | + 1 volta              | 26   |            |
| 15   | 25 | Guy Edwards              | Hesketh-Ford       | 13     | + 1 volta              | 25   |            |
| Ret  | 20 | Arturo Merzario          | Wolf-Williams-Ford | 3      | Freios                 | 21   |            |
| Ret  | 9  | Vittorio Brambilla       | March-Ford         | 1      | Acidente               | 13   |            |
| Ret  | 4  | Patrick Depailler        | Tyrrell-Ford       | 0      | Acidente               | 3    |            |
| Ret  | 7  | Carlos Reutemann         | Brabham-Alfa Romeo | 0      | Sistema de combustível | 10   |            |
| Ret  | 10 | Ronnie Peterson          | March-Ford         | 0      | Acidente               | 11   |            |
| Ret  | 34 | Hans-Joachim Stuck       | March-Ford         | 0      | Embreagem              | 4    |            |
| Ret  | 26 | Jacques Laffite          | Ligier-Matra       | 0      | Câmbio                 | 6    |            |
| Ret  | 22 | Chris Amon               | Ensign-Ford        | (1)    | Retirou-se             | 17   | [ nota 2 ] |
| Ret  | 1  | Niki Lauda               | Ferrari            | (1)    | Acidente               | 2    | [ nota 2 ] |
| Ret  | 18 | Brett Lunger             | Surtees-Ford       | (1)    | Acidente               | 24   | [ nota 2 ] |
| Ret  | 24 | Harald Ertl              | Hesketh-Ford       | (1)    | Acidente               | 22   | [ nota 2 ] |
| DNQ  | 33 | Lella Lombardi           | Brabham-Ford       |        | Carro apreendido       |      | [ nota 3 ] |
| DNQ  | 38 | Henri Pescarolo          | Surtees-Ford       |        |                        |      |            |

## Tabela do campeonato após a corrida
| Pos.   | Piloto            | Pontos |
| ------ | ----------------- | ------ |
| 1      | Niki Lauda        | 61     |
| 2      | Jody Scheckter    | 36     |
| 3      | James Hunt        | 35     |
| 4      | Patrick Depailler | 26     |
| 5      | Clay Regazzoni    | 16     |
| Fonte: |                   |        |

| Pos.   | Construtor   | Pontos |
| ------ | ------------ | ------ |
| 1      | Ferrari      | 64     |
| 2      | Tyrrell-Ford | 49     |
| 3      | McLaren-Ford | 41     |
| 4      | Ligier-Matra | 10     |
| 5      | Penske-Ford  | 10     |
| Fonte: |              |        |

- Nota: Somente as primeiras cinco posições estão listadas. A temporada de 1976 foi dividida em dois blocos de oito corridas onde cada piloto descartaria um resultado. Neste ponto esclarecemos: na tabela dos construtores figurava somente o melhor colocado dentre os carros do mesmo time.